# Lac Archange
Lac Archange är en sjö i Kanada.   Den ligger i regionen Mauricie och provinsen Québec, i den sydöstra delen av landet, 280 km nordost om huvudstaden Ottawa. Lac Archange ligger 277 meter över havet. Arean är 0,87 kvadratkilometer. Den sträcker sig 1,6 kilometer i nord-sydlig riktning, och 1,4 kilometer i öst-västlig riktning.
I omgivningarna runt Lac Archange växer i huvudsak blandskog. Runt Lac Archange är det ganska tätbefolkat, med 172 invånare per kvadratkilometer.